# Rangaeris amaniensis
Rangaeris amaniensis är en orkidéart som först beskrevs av Friedrich Fritz Wilhelm Ludwig Kraenzlin, och fick sitt nu gällande namn av Victor Samuel Summerhayes. Rangaeris amaniensis ingår i släktet Rangaeris och familjen orkidéer. Inga underarter finns listade i Catalogue of Life.